# Oxypetalum glaziovii
Oxypetalum glaziovii är en oleanderväxtart som först beskrevs av Eugène Pierre Nicolas Fournier, och fick sitt nu gällande namn av Fontella och Marquete. Oxypetalum glaziovii ingår i släktet Oxypetalum och familjen oleanderväxter. Inga underarter finns listade i Catalogue of Life.